# Monasterio de la Sierra
Monasterio de la Sierra település Spanyolországban, Burgos tartományban.  Lakosainak száma 40 fő (2024).

## Népesség
A település népessége az utóbbi években az alábbiak szerint változott:
| Lakosok száma | 41   | 43   | 43   | 48   | 46   | 47   | 46   | 44   | 40   | 40   |
|               | 2001 | 2004 | 2006 | 2009 | 2011 | 2014 | 2016 | 2019 | 2021 | 2024 |